# Mawsonascaris
Mawsonascaris ist eine Gattung der Spulwürmer mit sieben Arten, die als Parasiten bei Fischen vorkommen. Typspezies ist Mawsonascaris australis. Die Gattung ist nach der australischen Helminthologin Patricia Marietje Mawson benannt.

## Merkmale
Mawsonascaris sind Ascaridoidea mit deutlichen Lippen, die breite, flügelartige Ränder haben. Zahnleisten sind am Vorderrand und an der Vorderkante der Flügelränder ausgebildet. Die Lippenpulpa hat einen fingerförmigen Lappen, der sich in die Flügelränder erstreckt. Die Exkretionspore liegt direkt hinter dem Nervenring, der Nucleus liegt am Vorderende des linken seitlichen Filaments, welches etwas größer als das rechte ist. Der Ösophagus hat einen ovalen Ventriculus ohne Anhang, ein Blinddarm kann vorhanden sein. Die Vulva liegt vor der Körpermitte. Die Spicula sind geflügelt, relativ lang und schlank, ein Gubernaculum ist vorhanden. Vor der Kloake liegen weniger als 12 Papillen.
(Johnston & Mawson, 1943).

## Arten
Zur Gattung gehören folgende Arten:
- Mawsonascaris australis (Johnston & Mawson, 1943)
- Mawsonascaris laymani (Mozgovoy, 1950)
- Mawsonascaris myliobatum (Yin & Zhang, 1983)
- Mawsonascaris pastinacae (Rudolphi, 1819)
- Mawsonascaris sauridae Li, Xu & Zhang, 2008
- Mawsonascaris vulvolacinata Shamsi Dang Zhu & Nowak, 2019
- Mawsonascaris zhoui Li, Xu & Zhang, 2011